# Klaus Berger (Kunsthistoriker)
Klaus Berger (* 24. März 1901 in Berlin; † 13. Februar 2000 in Paris) war ein Kunsthistoriker, Bibliothekar und Professor. Sein Schwerpunkt lag in der Erforschung der französischen Kunst des 19. Jahrhunderts.

## Leben und Wirken
Berger war der älteste Sohn des Studienrats und deutsch-französischen Übersetzers Rudolf Berger (1866–1935) und der Lehrerin Margarete Müller (1876–1967). Sein jüngerer Bruder Götz Berger machte als Jurist Karriere in der DDR. Berger studierte in München, Berlin, Heidelberg und Göttingen bei Heinrich Wölfflin, Adolph Goldschmidt, Georg Graf Vitzthum von Eckstädt und Paul Frankl. Bei dem Phänomenologen Moritz Geiger promovierte er 1925 in Göttingen im Fach Ästhetik über die Methodologie Wölfflins. Von 1926 bis 1928 arbeitete er mit Fritz Saxl an der kulturwissenschaftlichen Bibliothek Aby Warburg in Hamburg. 1929 heiratete Berger die Malerin Editha Wendt (1899–1937). Zwischen 1929 und 1933 war er nach einem verkürzten Referendariat als Stadtbibliotheksrat in Berlin tätig, lehrte an der Städtischen Volkshochschule Groß-Berlin und engagierte sich in der Erwachsenenbildung.
Nach der Machtübernahme der Nationalsozialisten 1933 verlor der Sozialdemokrat seine Stelle und floh nach Frankreich, wo er sich über viele Jahre mit Jobs das Nötigste zum Überleben verdiente. Sporadisch diente er dem Nobelpreisträger Charles Richet als Sekretär, er bearbeitete neu eingetroffene Karten der Library of Congress für die Bibliothèque nationale de France, hielt Vorträge an der Freien Deutschen Hochschule Paris und arbeitete als Fremdenführer. 1939 wurde er in verschiedenen Camps interniert, u. a. in Le Vernet. Im selben Jahr wurde ihm die deutsche Staatsbürgerschaft wie auch sein akademischer Grad als Dr. phil. aberkannt. 1941 gelang ihm die Emigration in die USA. Im selben Jahr heiratete er die Romanistin Margret Robinson, geb. Edgewater (1909–1973). Zwischen 1943 und 1945 lehrte er Kunstgeschichte an der Northwestern University, Evanston. 1945/46 gab er Kurse an der Universität der amerikanischen Armee in Biarritz, Frankreich und diente als Monuments and Fine Arts Officer der amerikanischen Militärregierung (OMGUS) in Bayern. Von 1947 bis 1970 lehrte Berger an der University of Kansas in Lawrence Kunstgeschichte. Nach seiner Emeritierung kehrte er nach Paris in seine Wahlheimat Frankreich zurück. Berger ist Ehrenmitglied im Verband Deutscher Kunsthistoriker. - Auszeichnung: Chevalier dans L’Ordre des Palmes Académiques.

## Schriften
- Das Problem der Entwicklung in der modernen Kunstwissenschaft. Erster Teil: Wölfflins Formauffassung und ihr Umkreis. Dissertation, Ms.; Auszug in: Jahrbuch der Philosophischen Fakultät Göttingen. 1924, S. 1–12.
- Géricault. Drawings and Watercolors. Bittner, Recklinghausen 1946.
- als Herausgeber: French Master Drawings of the Nineteenth Century. Harper, New York 1950.
- Géricault und Sein Werk. Schroll, Wien 1952 (engl. Übersetzung: Géricault and His Work. University of Kansas Pres, Lawrence 1955)
- Odilon Redon. Phantasie und Farben. DuMont Schauberg, Köln 1964 (engl. Übersetzung: Odilon Redon. Fantasy and Colour). Weidenfeld & Nicolson, London 1964.
- Stilstrukturen des 19. Jahrhunderts. In: Zeitschrift für Ästhetik und allgemeine Kunstwissenschaft. NS 12, 1967, S. 192–203 [Festschrift Joseph Gantner].
- Japonismus in der westlichen Malerei 1860–1920. Prestel, München 1980 (engl. Übersetzung: Japonisme in Western Painting from Whistler to Matisse. Cambridge University Press, Cambridge 1992)
- (Übers.) Moritz Geiger: The Significance of Art. A Phenomenological Approach to Aesthetics. Center for Advanced Research in Phenomenology and University Press of America, Lanham 1986 (Übersetzung von M. Geiger: Die Bedeutung der Kunst. Zugänge zu einer materialen Wertästhetik)